# اچان چاک
اچان چاک (به انگلیسی: Achan Chak) در هند است که در punjab, india واقع شده‌است.